# Фаршід Муссаві
Фаршід Муссаві (англ. Farshid Moussavi; народилася у 1965 році) — британська архітекторка, яка народилася в Ірані, засновниця архітектурного бюро Farshid Moussavi Architecture (FMA) і практикуюча професорка факультету дизайну Гарвардського університету. Вона була співзасновницею і директоркою архітектурного бюро Foreign Office Architects (FOA) до червня 2011 року.

## Кар'єра
Фаршід Муссаві народилася у 1965 році в Ірані і емігрувала до Лондона у 1979 році. Вона вчилася на архітектурному факультеті Університету Данді, в архітектурній школі Бартлетт Університетського коледжу Лондона і отримала ступінь магістра архітектури у Вищій школі дизайну Гарвардського університету. Муссаві вперше стала відомою завдяки роботі у FOA, що було засноване нею у 1995 році. До того вона працювала у будівельній майстерні Ренцо Піано та у Office of Metropolitan Architecture (OMA) перш ніж повернутися до Лондона, щоб викладати в архітектурній школі Архітектурної Асоціації і почати свою власну практику у Foreign Office Architects (FOA). У FOA Муссаві була однією з авторів Міжнародного Поромного термінала в Йокогамі, Японія, проект якого був поданий на міжнародний архітектурний конкурс у 1995 році і здобув нагороду. Також вона реалізувала велику кількість міжнародних проектів, у тому числі комплекс Джона Льюїса в Лестері, Англія і торговий комплекс Мейдан в Стамбулі, Туреччина.
У червні 2011 року, Фаршід Муссаві заявила про відкриття свого нового архітектурного бюро Farshid Moussavi Architecture (FMA), що знаходиться у Лондоні. В жовтні 2012 року був відкритий для публіки Музей сучасного мистецтва у Клівленді, який став першим музеєм та першою будівлею в Америці для FMA. В серпні 2012 року інсталяція FMA під назвою «Архітектура і аффекти» була представлена на 13-й Міжнародній архітектурній виставці у рамках Венеціанського бієнале в Італії. FMA також проектували перший магазин Вікторії Бекхем в Лондоні, який відкрився у вересні 2014 року. Зараз бюро працює над низкою міжнародних проектів, у тому числі житловими комплексами в Монпельє і в районі Дефанс у Парижі, Франція, а також офісною будівлею в Лондоні, Велика Британія. Бюро стало фіналістом конкурсу на проектування музею і освітнього центру для Політехнічного музею та Московського державного університету імені М. В. Ломоносова, а також одним з переможців міжнародного конкурсу для нової штаб-квартири Міжнародний олімпійський комітет в Лозанні, Швейцарія.
Фаршід Муссаві входила до складу багатьох проектних комітетів, у тому числі до консультативної групи мера Лондона з проектування, комітету з присудження золотих та президентських медалей Королівського інституту британських архітекторів, комітету премії Стерлінга і Венеціанського архітектурного Бієнале. Вона була головою журі премії Ага Хана з архітектури у 2004 році і членкинею комітету премії у 2005—2015 роках. Вона була зовнішньою екзаменаторкою Королівського коледжу мистецтв в Лондоні у 2010—2013 роках та факультету мистецтв, архітектури та дизайну сера Джона Касса у 2014—2016 роках, а також є колумністкою The Architectural Review. Зараз Фаршід Муссаві є зовнішньою екзаменаторкою в Архітектурній Асоціації в Лондоні і виконує обов'язки у науковій раді Лондонської школи архітектури. Вона також є попечителькою галереї Уайтчепел, а також Архітектурної фундації у Лондоні з 2009 року.

## Дослідження

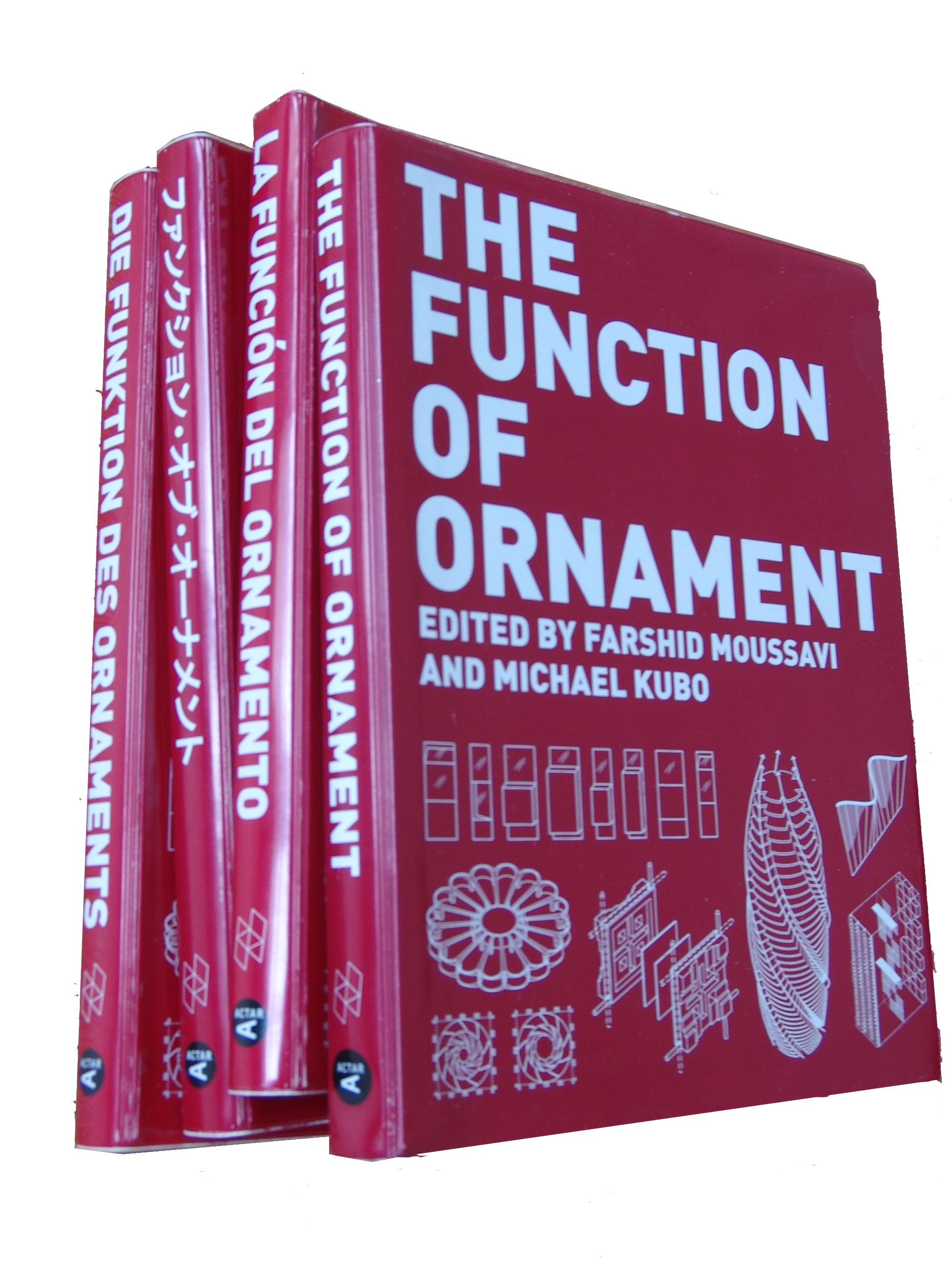
«Функція орнаменту», Фаршід Муссаві і Майкл Кубо.

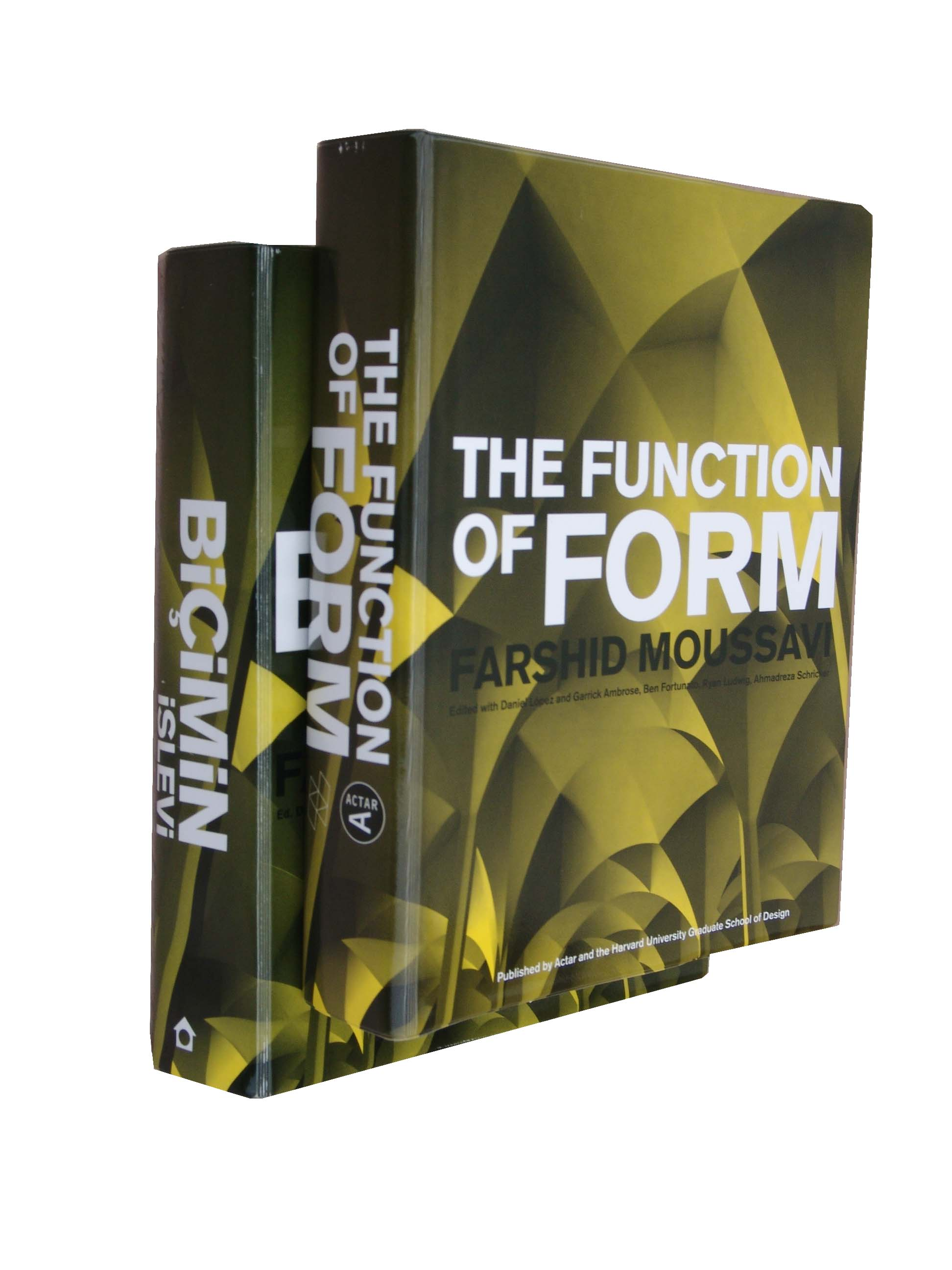
«Функція форми», Фаршід Муссаві.

Разом з архітектурною практикою Фаршід Муссаві проводить багаторічну дослідницьку діяльність в академічній та професійній сфері архітектури. З 2005 року вона є практикуючою професоркою у Вищій школі дизайну Гарвардського університету. До того Муссаві викладала в архітектурній школі Архітектурної Асоціації в Лондоні упродовж восьми років (1993—2000), і згодом була призначена головою Академії образотворчих мистецтв у Відні (2002—2005). Вона була запрошеною професоркою з архітектури в Інституті Берлаге в Роттердамі, Вищому Архітектурному Інституті Сінт-Лукас у Генті, а також в Каліфорнійському університеті у Лос-Анджелесі, Колумбійському університеті та Принстонському університеті в США.
Дослідницька робота Муссаві, яка розпочалася ще під час навчання в архітектурній школі Архітектурної Асоціації на початку 90-х років, сфокусована на визначенні інструментів, які дозволяють проектуванню поєднувати архітектурні форми з інтелектом і творчими можливостями. Замість того, щоб імпортувати теоретичні моделі з інших галузей, Муссаві орієнтується на тому, що є саме архітектурним, досліджуючи потенціал діаграм, інформаційних технологій, ландшафту, іконографії, нових технологій будівництва, мозаїки, як інструменти, які можуть бути використані при розробці альтернативних теоретичних моделей для архітектурної практики.
З 2004 року дослідницька робота Муссаві була зосереджена переважно на тому, як архітектура включає в себе інтелектуальне зосередження матерії, впливаючи на кожну форму, надаючи їй відчуття. На її роботу з естетики вплинув цілий ряд філософів, зокрема Спіноза, Жіль Делез і Фелікс Гваттарі. Виходячи з робіт Жіля Делеза з впливу, Муссаві припускає, що вплив архітектурних форм відіграє важливу роль у повсякденному житті людей і в культурі, яка розвивається завдяки ним. Як активні сили, вони впливають на характер мислення і поведінки. Муссаві стверджує, що, для того, щоб культура розвивалася, архітектура повинна надавати новий вплив. Це не те, що архітектурні форми представляють собою ззовні, а те, як вони ефективно функціонують, що робить архітектуру вирішальною культурною практикою.
Фаршід Муссаві опублікувала три книги: «Функція орнаменту», «Функція форми» та «Функція стилю», які, у поєднанні з її викладацькою діяльністю у Гарварді, досліджують роль впливів у сучасній архітектурі.

## Вибрані проекти

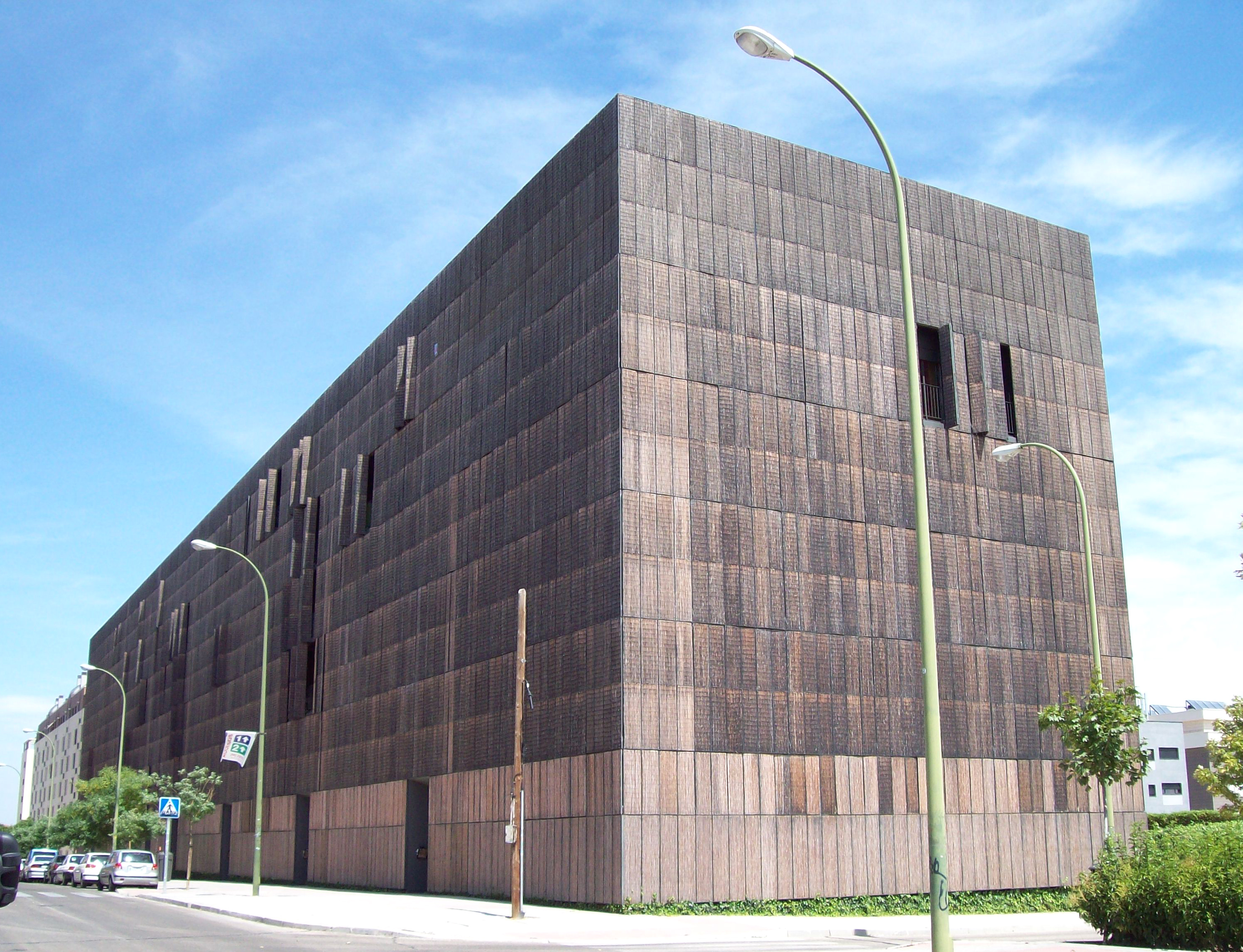
Соціальне житло у Мадриді

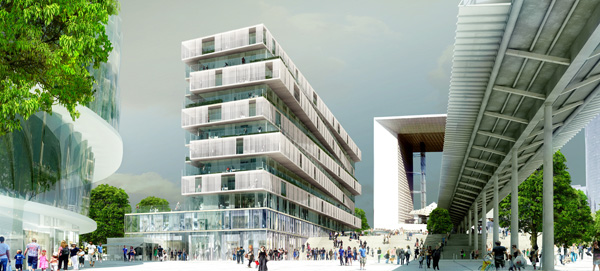
Житловий комплекс в районі Дефанс, Париж

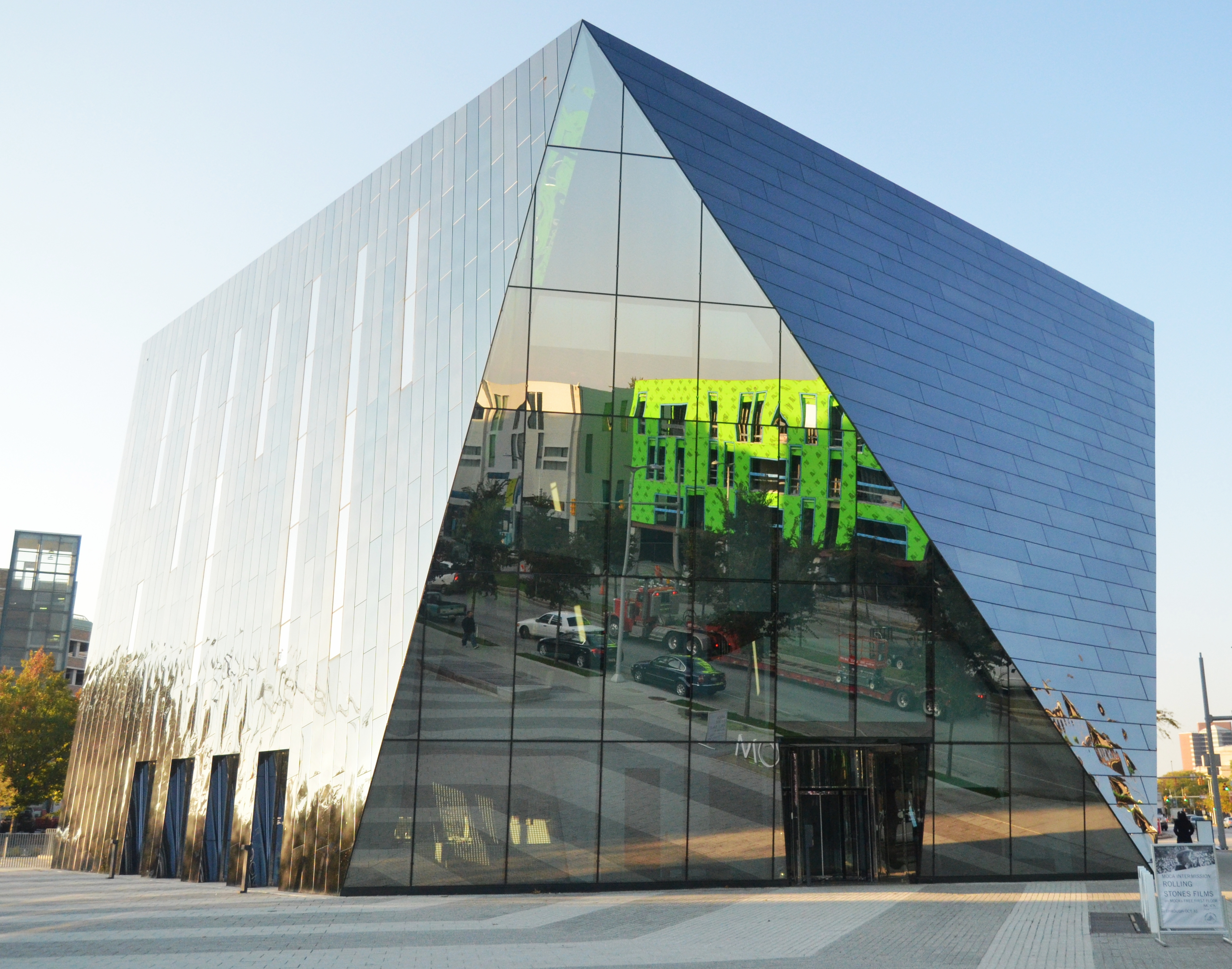
Музей сучасного мистецтва у Клівленді

### Farshid Moussavi Architecture
- Флагманський бутик Вікторії Бекхем, Лондон, Велика Британія (2014)
- Офісний комплекс на Фенчьорч-Стріт, 130, Лондон, Велика Британія (2013—2019)
- Житловий комплекс «La Folie Divine», Монпельє, Франція (2013–триває)
- Музей сучасного мистецтва, Клівленд, Огайо (2012)
- Житловий комплекс в Дефансі, Париж, Франція (2011—2016)
- Інсталяція на 13-й Міжнародній архітектурній виставці у рамках Венеціанського бієнале, Італія.(2012)

### Foreign Office Architects
- Міжнародний Пасажирський Термінал, Йокогама (1995—2002)
- Готель Bluemoon, Гронінген (1999—2000)
- Штаб-квартира поліції, Ла-Віла-Джойоза (2000-3)
- Береговий парк з відкритими аудиторіями, Барселона (2000-4)
- Штаб-квартира Dulnyouk Publishers, Пхаджу (2000-5)
- Муніципальний Театр, Торрев'єха (2000-6)
- Універмаг і кінокомплекс Джона Льюїса та пішохідні мости, Лестер (2000-8)
- Британський павільйон на Міжнародному архітектурному Бієнале у Венеції (2002)
- Мастерплан регенерації території Lower Lea Valley до Літніх Олімпійських ігор 2012 року, Лондон (2003)
- La Rioja Technology Transfer Centre, Логроньйо (2003-7)
- Офісний комплекс Trinity EC3, Лондон (2003-)
- Іспанський павільйон на Міжнародній виставці Expo 2005, Префектура Айті (2004-5)
- Соціальне житло, Мадрид (2004-7)
- Вілла в Педральбес, Барселона (2004-8)
- Офісний комплекс D-38, Барселона (2004-10)
- Торговий комплекс Мейдан і багатофункціональний комплекс, Стамбул (2005-7)
- Рейвенсборн коледж на півострові Гринвіч, Лондон (2005-10)
- Світовий Бізнес-Центр, Пусан (2006-)
- Житлові будівлі KL Central Plot D, Куала-Лумпур (2006-)
- Багатофункціональний комплекс в кварталі Sevenstone, Шеффілд (2007-)
- Станція Юстон, Лондон (2008-)
- Багатофункціональне розширення торгового центру West Quay II, Саутгемптон (2008-)
- Станція Нью-Стріт, Бірмінгем (2008 -)

## Вибрані нагороди
- Премія Енріка Міральєсі з архітектури (2003)
- Премія Канагави з архітектури в Японії (2003)
- Міжнародна нагорода Королівського інституту британських архітекторів (2004)
- Нагорода за топографію на 9-му Архітектурному Бієнале у Венеції (2004)
- Нагорода Чарльза Дженкса з архітектури (2005)
- Міжнародна нагорода Королівського інституту британських архітекторів (2005)
- Міжнародна нагорода Королівського інституту британських архітекторів (2006)
- Європейська нагорода Королівського інституту британських архітекторів (2008)
- Європейська нагорода в області бізнесу з питань навколишнього середовища (2008)
- Нагорода Urban Land Institute за досконалість (2008)
- Нагорода Королівського інституту британських архітекторів (2009)
- Нагорода благодійної організації Civic Trust (2010)
- Нагорода Міжнародної Ради торгових центрів (2010)
- Міжнародна Архітектурна Премія (2010)
- Нагорода Королівського інституту британських архітекторів за проект Рейвенсборн Коледж (2011)

## Книги і статті
Книги
- The Function of Ornament, Actar, Harvard University Graduate School of Design, 2006 (English, Spanish, Japanese, German, Arabic)
- The Function of Form, Actar, 2009 (English, Turkish)
- The Function of Style, Actar/Harvard Graduate School of Design/FunctionLab, January 2015

Статті
- «Style and Substance: Interview with Farshid Moussavi» in The Architectural Review [Архівовано 14 серпня 2016 у Wayback Machine.], June 2014 issue, UK
- «Planning is an art form» in The Architectural Review [Архівовано 4 квітня 2019 у Wayback Machine.], Dec 2013 issue, UK
- «Creative leaps in the arena of architectural competitions» in The Architectural Review [Архівовано 4 березня 2016 у Wayback Machine.], January 2013 issue, UK
- «30 St Mary Axe» in Harvard Design Magazine [Архівовано 9 травня 2008 у Wayback Machine.] 2012, number 35
- «An Archaeological Approach» in Instigations: Engaging Architecture, Landscape, and the City (2012)
- «School buildings produce culture» in The Architectural Review [Архівовано 16 серпня 2016 у Wayback Machine.], September 2012 issue, UK
- «Agenda bender: the case for the abolition of female role models» in The Architectural Review [Архівовано 3 березня 2016 у Wayback Machine.], May 2012 issue, UK
- «Architecture and activism should be as closely linked as the problems we need to solve» in The Architectural Review [Архівовано 16 серпня 2016 у Wayback Machine.], December 2011 issue, UK
- «Parametric software is no substitute for parametric thinking» in The Architectural Review [Архівовано 4 березня 2016 у Wayback Machine.], September 2011 issue, UK